# Figueres (poeta)
Figueres va ser un poeta català de València que va néixer el segle xiv i va morir el XV.
Se li atribueixen tres poemes amorosos i una dansa elegant i curta de caràcter religiós recollits al Cançoner Vega-Aguiló i Cançoner de París. Són poemes d'una extensió molt diversa. Una de les composicions s'anomena Clam d'amor.